# Открытый чемпионат Германии по теннису среди женщин 2002

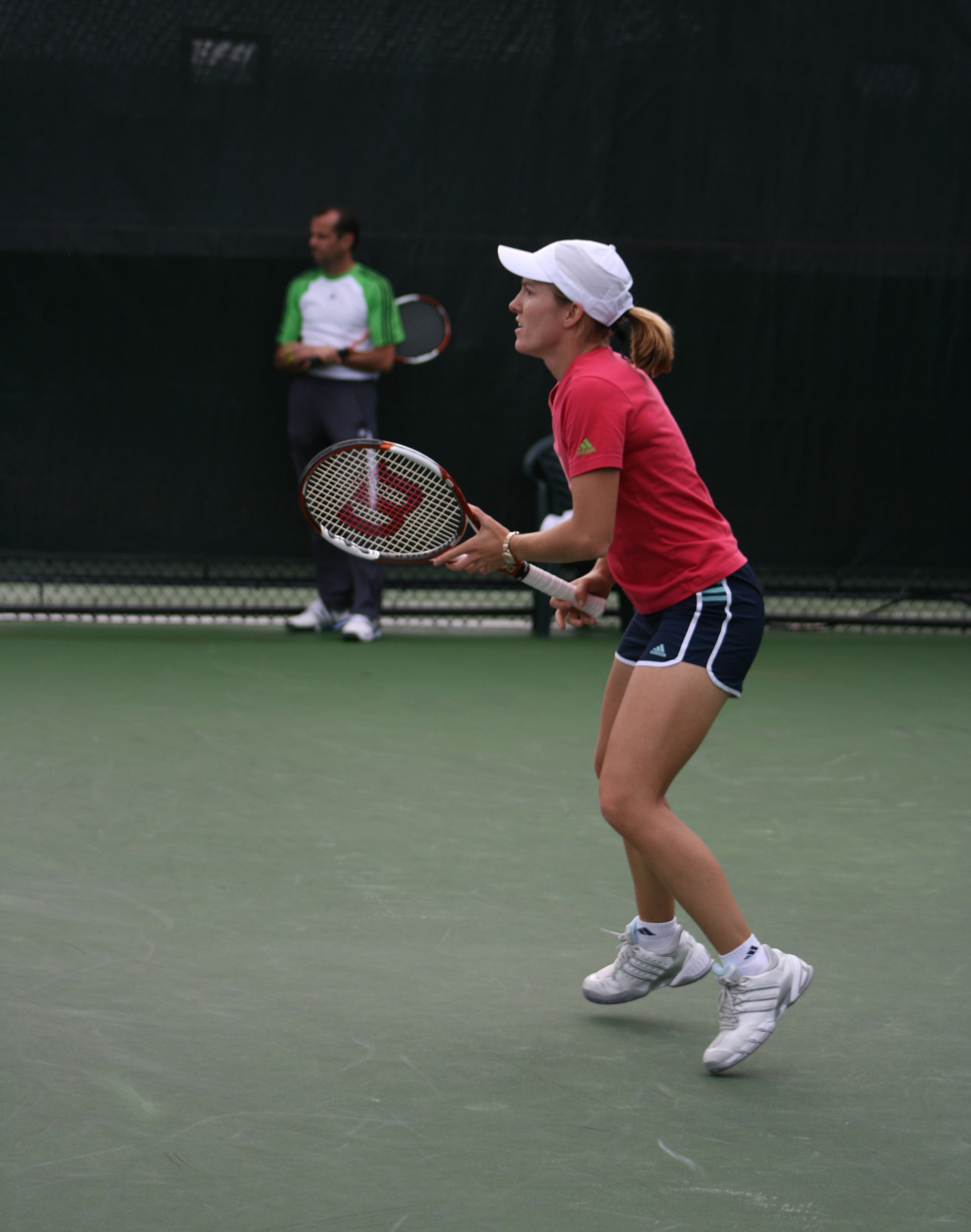
Победительница одиночного турнира — Жюстин Энен из Бельгии.

Eurocard German Open 2002 — ежегодный профессиональный теннисный турнир 1-й категории для женщин.
Соревнование традиционно проводились на открытых грунтовых кортах в Берлине, Германия.
Соревнования прошли с 6 по 13 мая.
Прошлогодние победители:
- в одиночном разряде —  Амели Моресмо
- в парном разряде —  Элс Калленс и  Меганн Шонесси

## Соревнования

### Одиночный турнир
Жюстин Энен обыграла  Серену Уильямс со счётом 6-2, 1-6, 7-6(5).
- Энен выигрывает 1й турнир в году и 5й за карьеру.

### Парный турнир
Елена Дементьева /  Жанетт Гусарова обыграли  Даниэлу Гантухова /  Аранчу Санчес Викарио со счётом 0-6, 7-6, 6-2.
- Дементьева выигрывает свой дебютный титул на соревнованиях WTA.
- Гусарова выигрывает 2й турнир в году и 11й за карьеру.